# Волим те највише на свету
Волим те највише на свету је српски филм снимљен 2003. године који је режирао Предраг Велиновић.

## Радња
То је прича о модерној мајци која покушава да сина и кћер задржи код себе и тиме спречи њихову независност. У причи пуној парадокса, сведоци смо шта се све може десити деци када за мајку имају особу лепу, јаку и изнад свега посесивну.
Средовечни, смушени и поприлично неспретни правни саветник при министарству правде Радојица Санадер је решио да заснује брачну заједницу са својом девојком Светланом (Ланом) те после многих одлагања коначно заказује венчање. Међутим остаје један нерешив проблем, упознавање са мајком девојке од које треба да тражи благослов. Долазак просца у породичној вили прекида свакодневни ритуал мајке Лепосаве и луцкастог брата Милована (читање чланака црне хронике из дневне штампе) и потоњи боравак прате сијасет комичних сцена које делују смехотресно на шири аудиторијум. Мајка Лепосава се тешко мири са чињеницом да су деца одрасла и да је дошло време да се отисну у свет, зато свим силама жели да их што дуже задржи уз себе. После силних препрека којим је њихова љубав више пута тестирана, чин венчања се коначно дешава на самом крају ове врло поучне комедије.

## Улоге
| Глумац             | Улога                                      |
| ------------------ | ------------------------------------------ |
| Тања Бошковић      | Лепосава (мајка)                           |
| Ана Софреновић     | Светлана - Лана                            |
| Драган Петровић    | Радојица Санадер (просац)                  |
| Иван Томић         | Милован (брат)                             |
| Бранислав Зеремски | Бобан Лазаревић (књижевник, кум)           |
| Милутин Караџић    | Драгутин - Гута (златар и мајчин љубавник) |
| Горица Поповић     | Добрила (собарица)                         |